# Pieter de Goeje
Pieter de Goeje (gedoopt Enkhuizen, december 1789 – Haarlem, 19 maart 1859) was een Nederlandse schilder. 

## Leven en werk
De Goeje was een zoon van behangschilder Jan de Goeje en Lammertje Kleersnijder. Hij trouwde in 1823 met Maria Geertruida Barbiers, dochter van kunstschilders Pieter Barbiers (1771-1837) en Maria Geertruida Snabilie (1773-1838).
Hij leerde het schilderen van zijn vader, Hermanus Numan en Pieter Gerardus van Os. In 1826 werd hij lid van de Koninklijke Academie in Amsterdam. Vier jaar later won hij een medaille voor beste tekening van Felix Meritis. Hij schilderde met name stadsgezichten en landschappen. Hij gaf les aan Wouterus Verschuur. Vanaf 1844 had hij zijn atelier in Haarlem, waar hij op 69-jarige leeftijd overleed.